# Pinsot
Pinsot és un municipi francès situat al departament de la Isèra i a la regió d'Alvèrnia-Roine-Alps. L'any 2007 tenia 191 habitants.

## Demografia

### Població
El 2007 la població de fet de Pinsot era de 191 persones. Hi havia 79 famílies de les quals 22 eren unipersonals (13 homes vivint sols i 9 dones vivint soles), 26 parelles sense fills i 31 parelles amb fills.
La població ha evolucionat segons el següent gràfic:
Habitants censats

### Habitatges
El 2007 hi havia 206 habitatges, 79 eren l'habitatge principal de la família, 115 eren segones residències i 13 estaven desocupats. 180 eren cases i 24 eren apartaments. Dels 79 habitatges principals, 59 estaven ocupats pels seus propietaris, 16 estaven llogats i ocupats pels llogaters i 3 estaven cedits a títol gratuït; 1 tenia una cambra, 4 en tenien dues, 15 en tenien tres, 23 en tenien quatre i 35 en tenien cinc o més. 62 habitatges disposaven pel capbaix d'una plaça de pàrquing. A 28 habitatges hi havia un automòbil i a 45 n'hi havia dos o més.

### Piràmide de població
La piràmide de població per edats i sexe el 2009 era:
| Homes | Edats   | Dones |
| ----- | ------- | ----- |
| 0     | 95 o +  | 0     |
| 0     | 90 a 94 | 0     |
| 0     | 85 a 89 | 4     |
| 4     | 80 a 84 | 0     |
| 0     | 75 a 79 | 8     |
| 4     | 70 a 74 | 4     |
| 4     | 65 a 69 | 0     |
| 0     | 60 a 64 | 8     |
| 0     | 55 a 59 | 8     |
| 8     | 50 a 54 | 0     |
| 4     | 45 a 49 | 0     |
| 20    | 40 a 44 | 12    |
| 4     | 35 a 39 | 0     |
| 0     | 30 a 34 | 0     |
| 0     | 25 a 29 | 0     |
| 4     | 20 a 24 | 4     |
| 4     | 15 a 19 | 12    |
| 12    | 10 a 14 | 0     |
| 4     | 5 a 9   | 0     |
| 0     | 0 a 4   | 0     |

## Economia
El 2007 la població en edat de treballar era de 120 persones, 102 eren actives i 18 eren inactives. De les 102 persones actives 93 estaven ocupades (59 homes i 34 dones) i 9 estaven aturades (4 homes i 5 dones). De les 18 persones inactives 3 estaven jubilades, 10 estaven estudiant i 5 estaven classificades com a «altres inactius».

### Ingressos
El 2009 a Pinsot hi havia 82 unitats fiscals que integraven 200 persones, la mediana anual d'ingressos fiscals per persona era de 20.885 €.

### Activitats econòmiques
Dels 14 establiments que hi havia el 2007, 1 era d'una empresa extractiva, 6 d'empreses de construcció, 1 d'una empresa de comerç i reparació d'automòbils, 2 d'empreses d'hostatgeria i restauració, 2 d'empreses de serveis, 1 d'una entitat de l'administració pública i 1 d'una empresa classificada com a «altres activitats de serveis».
Dels 6 establiments de servei als particulars que hi havia el 2009, 1 era un taller de reparació d'automòbils i de material agrícola, 1 paleta, 1 fusteria, 1 lampisteria, 1 electricista i 1 empresa de construcció.
L'any 2000 a Pinsot hi havia 3 explotacions agrícoles.

## Poblacions més properes
El següent diagrama mostra les poblacions més properes.